# حسين الحريتي
حسين ناصر محمد ناصر الحريتي (14 مايو 1963-) قاض ومحام وسياسي كويتي. انتخب لثلاث دورات انتخابية متتالية مجلس الأمة الكويتي عن الدائرة الانتخابية الأولى في مجالس 2006 و2008 و2009. تولى منصب وزير العدل والأوقاف الإسلامية في الحكومة الكويتية المشكلة عام 2008 قبل أن يقدم استقالته من الحكومة عام 2009 لإعادة ترشيح نفسه للانتخابات.
عمل وكيل للنائب العام في عام 1987، وثم وكيل النائب العام لنيابة محافظة العاصمة منذ 1987 وحتى 1990، ثم عمل وكيل النائب العام لنيابة الأحداث في عام 1990، وعين وكيل للنائب العام للنيابة العرفية في عام 1991 بعد حرب الخليج الثانية، ثم عمل وكيل لنيابة أمن الدولة في عام 1992 ثم نائب مدير نيابة الأحداث، وعين نائب مدير نيابة محافظة العاصمة عام 1994، وعين في 1997 رئيس ومدير نيابة محافظة حولي، ثم عين رئيس نيابة محافظة العاصمة في عام 1998، وعين مستشار في محكمة الاستئناف العليا في عام 2003، وعضو المكتب الفني لرئيس محكمة الاستئناف العليا منذ عام 2005 وحتى 2006.
كما عمل محاضرًا في معهد الكويت للدراسات القضائية والقانونية وأكاديمية الشيخ سعد العبد الله للعلوم الأمنية والشرطية للطلبة الضباط والإدارة العامة للأدلة الجنائية في وزارة الداخلية.
وفي عام 2008 عين وزيرًا للأوقاف ووزيرًا للعدل، وبعد حل مجلس 2008 في 19 مارس 2009 قدم حسين الحريتي استقالته من وزارتي العدل والاوقاف ليعيد ترشيح نفسه لانتخابات مجلس 2009، وخاض معركة الانتخابابات واحرز المركز الثالث في الدائرة الانتخابية الأولى متقدما ولم يعد للوزارة.

## أبرز مواقفه في مجلس الأمة

### مجلس الأمة 2006
| استجواب نورية الصبيح (2008) | ضد الاستجواب |
| إسقاط القروض (2006)         | ممتنع        |

### مجلس الأمة 2009
| استجواب الوزير جابر الخالد (2009)      | ضد الاستجواب |
| تحويل الجلسة إلى سرية (2009)           | موافق        |
| طلب عدم التعاون مع المحمد (2009)       | مع الحكومة   |
| استجواب الوزير أحمد العبدالله (2010)   | ضد الاستجواب |
| طلب عدم التعاون مع المحمد (يناير 2011) | مع الحكومة   |
| طلب عدم التعاون مع المحمد (يونيو 2011) | مع الحكومة   |
| شطب استجواب السعدون والعنجري (2011)    | موافق        |